# Deutsch-Chilenischer Bund
Der Deutsch-Chilenische Bund (DCB) (spanisch Liga Chileno-Alemana) ist eine gemeinnützige Organisation in Chile. Der DCB wurde 1916 gegründet und hat seinen Sitz in Santiago de Chile. Gründungszweck war die „Erhaltung, Förderung und Verteidigung des deutschen Volkstums, seiner Kultur und seiner Interessen“.

## Geschichte
Während des Zweiten Weltkriegs konnte unter Mitwirkung des DCB ein Verbot von deutscher Bildung und deutschem Sprachunterricht an den deutschen Schulen in Chile verhindert werden.
Seit 1970 führt der DCB im Auftrag der Direktorenkonferenz der Deutschen Schulen in Chile einen Schüleraustausch zwischen Chile und Deutschland durch.
1985 wurde die Bibliothek und Historisches Archiv Emilio Held Winkler auf dem Gelände der Institution eingeweiht, eine Einrichtung zur Archivierung und Aufbewahrung von Dokumentationen zur deutschen Minderheit in Chile. 1989 gründet der DCB zusammen mit der Sociedad Teuto-Chilena de Educación die deutsch-chilenische Verlagsgesellschaft "Ediciones Chileno-Alemanas Ltda.", welche heute Herausgeber der Zeitung Cóndor, der drittältesten Zeitung Chiles, ist.
Präsident des DCB ist seit 2014 der Industrielle René Focke van der Spoel, ehemaliger Vorstandsvorsitzender der Deutsch-Chilenischen Industrie- und Handelskammer (2010–2014) in Santiago de Chile. 2017 hatte der DCB 418 persönliche und 12 institutionelle Mitglieder.

## Tätigkeiten
Der DCB fungiert als eine Art Dachverband für deutsch-chilenische Vereine, welche sich vor allem im Süden Chiles befinden.

### Verleihung von Auszeichnungen
Der DCB verleiht vier Auszeichnungen:
1. Carlos-Anwandter-Medaille (Medalla Carlos Anwandter), seit 1962
2. Philippi-Auszeichnung (Condecoración Philippi), wird seit 1975 an in Chile lebende Ausländer verliehen, die sich um die deutsch-chilenischen Beziehungen verdient gemacht haben
3. Vicente-Pérez-Rosales-Medaille (Órden Vicente Pérez Rosales), seit 1989
4. Arturo-Junge-Medaille (Medalla Arturo Junge), ehrt seit 2012 Persönlichkeiten aus Chile, die innerhalb der deutsch-chilenische Gemeinschaft einen besonderen Beitrag zu Kunst und Kultur geleistet haben

#### Carlos-Anwandter-Medaille
Die Auszeichnung wird für außergewöhnliches Engagement für die deutsch-chilenische Gemeinschaft verliehen. Ausgezeichnete (Auswahl):
- 2019 Jan Karlsruher - Valparaíso

#### Vicente-Pérez-Rosales-Medaille
Diese Auszeichnung wird vergeben an deutschstämmige Chilenen, die Besonderes für Chile geleistet haben. Ausgezeichnete sind:
- 2019     Fernando Mönckeberg – Santiago
- 2018     Marlene Ahrens – Santiago
- 2017     Rolf Lüders Schwarzenberg
- 2016     Ricardo Hepp – Santiago
- 2015     Erik von Baer von Lochow – Temuco
- 2014     Harald Beyer Burgos – Santiago
- 2013     Otto Dörr Zegers – Santiago
- 2012     Klaus Schmidt-Hebbel Dunker – Santiago
- 2011     Klaus Grob Berkhoff – Valdivia
- 2010     Renato Westermeier Hitschfeld
- 2009     Carlos Eggers Schönherr – Santiago
- 2008     Teodoro Ribera Neumann – Santiago
- 2007     Otto Zöllner Schorr
- 2001     Bruno Siebert Held – Santiago
- 2001     Edwin Weil Wöhlke
- 2000     Hardy Wistuba Stange – Puerto Montt
- 2000     Heinrich von Baer von Lochow
- 1999     Harry Jürgensen Caesar
- 1993     Ricardo Krebs Wilckens – Santiago
- 1991     Domingo Duran Neumann
- 1990     Gabriel Guarda Geywitz OSB
- 1989     Julio Philippi Izquierdo

### Herausgeberschaft
Seit 1938 gibt der Verein die deutschsprachige Wochenzeitung Cóndor heraus. 1950 war er Herausgeber der Monographie Los alemanes en Chile en su primer centenario und 2001 von Los alemanes y la comunidad chileno-alemana en la historia de Chile.